# ゲオルゲ・ハジ

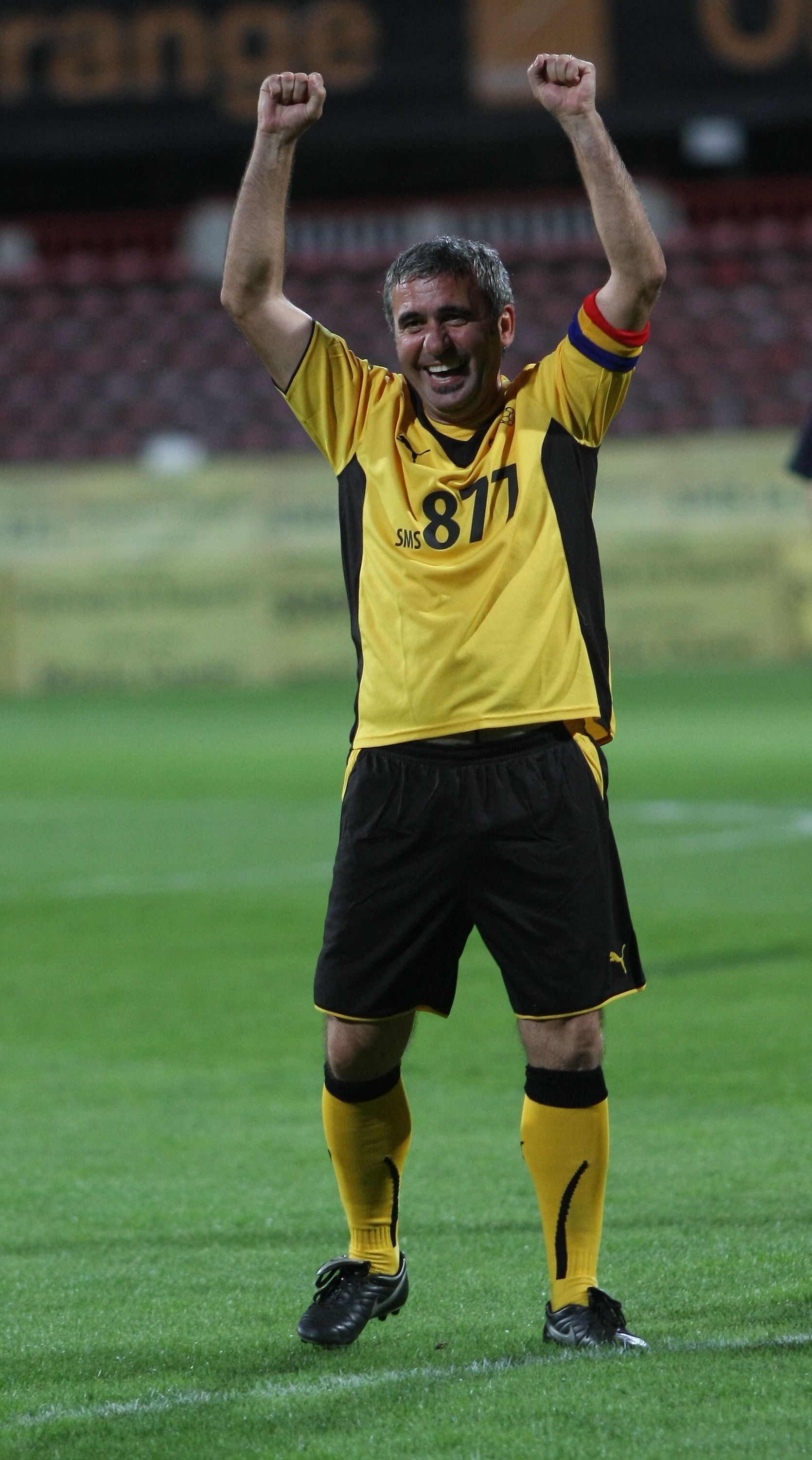
2010年のハジ

ゲオルゲ・ハジ（Gheorghe Hagi、1965年2月5日 - ）は、ルーマニア出身の元サッカー選手、サッカー指導者。選手時代のポジションはMF（攻撃的MF）。
「東欧（バルカン）のマラドーナ」と呼ばれた、ルーマニア史上最高の選手にして1990年代のヨーロッパを代表する選手の一人である。ルーマニア代表の中心選手として、1983年から2000年まで17年間に渡り選出され、3度のワールドカップ出場に導いた。代表通算35得点はルーマニア歴代最多記録である。長男のヤニス・ハジもサッカー選手である。

## クラブ経歴
ルーマニア国内では早くからその才能が注目され、1982年に17歳でファルル・コンスタンツァへ入団。翌年にはルーマニア代表に選出され、1984年にわずか19歳でユーロ1984に出場。
1987年には国内の強豪ステアウア・ブカレストへ移籍し、1988-89シーズンのUEFAチャンピオンズカップでは決勝進出したが、ACミランに4-0と大差で完敗し、準優勝。
ワールドカップ・イタリア大会での活躍が認められ、ユベントス、ACミランなどが争奪を繰り広げ、FCバイエルン・ミュンヘンも獲得に興味を示していた。しかし、スペインのレアル・マドリードへ移籍、1990-91シーズンの第4節、サラゴサ戦でリーガ初ゴールを決めたが、ジョン・トシャックからアルフレッド・ディ・ステファノへと監督が交代すると、ベンチに置かれることもあった。1991-92シーズン、第22節のビルバオ戦でハットトリックを決めるなど、35試合に出場し12ゴールを記録した。
1992-93シーズン、かつてルーマニア代表に初めてハジを選出したルチェスク監督から電話で勧誘され、イタリアのブレシアへ移籍、この移籍について本人は「ビッククラブからの移籍は、落ちぶれた様に思う人も居るかもしれないが、恩師であるルチェスク監督に誘われたこと、セリエAでのプレーに惹かれたこと、マドリードでは外出することもままならないなどストレスが多かったこと」などと話した。この時ヨハン・クライフはレアルマドリードが放出したことについて「レアルが放出したことが信じられない、スペインリーグから素晴らしいプレーヤーが去った。」と嘆いた。リーグデビュー戦となったナポリ戦では、レッドカードで退場処分となった。第5節のフォッジヤ戦でセリエA初ゴールを決めた。すぐにチームの中心選手となったが、チームは低迷してセリエBに降格。降格後の1993-94シーズン、開幕前には複数のオファーを受けたが、残留、チームを再びセリエAに昇格させ、アングロ＝イタリアン・カップの優勝も果たした。
1994年のワールドカップアメリカ大会終了後、ナポリへ移籍する予定であったが、ブレシアのチームマネージャー主導で、FCバルセロナに売却された。幼少期からのアイドルでもあり、以前からハジを高く評価していたクライフ監督率いるドリームチームの一員となったが、1994-95シーズンはリーグ戦で僅か17試合4ゴール、1995-96シーズンは19試合3ゴールと出場機会に恵まれず本領を発揮出来なかった。
1996年当時、クラブ関係者からの強い要請とバルサでの出場機会激減を期にガラタサライに移籍した。チームのキャプテンとして、2000年にはUEFAカップ準決勝のリーズ戦の2ndレグで1ゴール1アシストを決め、チームを決勝に導くと、決勝ではアーセナルFCを破り優勝を成し遂げるなどの成功を収め、チームの躍進を支え、2001年に現役を引退した。

## 代表経歴
1983年よりルーマニア代表としてプレー。1990年のFIFAワールドカップ・イタリア大会に、ルーマニアを20年ぶりにワールドカップ出場へと導いた。本大会では3試合に出場し、ベスト16進出に貢献した。
1994年のアメリカ大会では、ルーマニア躍進の中心となった。ハジは背番号10を背負い、キャプテンとしてラドチョウ、ドゥミトレスクらルーマニア攻撃陣の核となり、1次リーグ第1戦、バルデラマ、アスプリージャらを擁し優勝候補の一角と目されたコロンビアを3-1で下した。この試合でハジは2点目のロングシュート（相手GKのポジショニングミスを突いた左サイドからの30mのロングシュート）を決めただけでなく2アシストも決めた。その後もスイス戦でゴールを奪い、決勝トーナメント1回戦では、優勝候補のアルゼンチンをハジの1ゴール1アシストの活躍により3-2で下した。準々決勝のスウェーデン戦でも1アシストを決めたが、PK戦の末に敗れた。最終的には大会を通し、5試合で3ゴール4アシストの成績を残した。
1998年のフランス大会にも出場した。グループリーグのコロンビア戦、イングランド戦でアシストを決め、決勝トーナメント進出に貢献した。2000年、UEFA EURO 2000では準々決勝のイタリア戦で退場となり、その試合が代表最後の試合となった。ハジの引退後、ルーマニアは長らく国際大会から遠ざかることになった。

## 指導者として
2001年に現役引退後は監督としてガラタサライやルーマニア代表などを指揮したが、現役時の名声にはほど遠い結果しか残せていない。2007年には古巣ステアウア・ブカレストの監督に就任したが、同年中に辞任した。クラブ内で強いプレッシャーを感じていたことを理由に挙げている。その後、2010年10月より再びガラタサライの監督に就任したが、2011年3月、成績不振により解任された。
2009年には、ルーマニア国内にFCヴィトルル・コンスタンツァというサッカークラブを立ち上げ、2014年からは監督も務めていた。2021年に古巣のファルル・コンスタンツァと合併し、経営と監督を担っている。

## 人物
ゲームメーカーとして中盤に君臨し、左足から放たれる正確なパス、 ドリブルによって多くのチャンスを演出した。典型的な10番のポジションを得意としたが、時にセカンドストライカーとしてもプレーした。また、テクニック、短気な性格、リーダーシップの面でも、キャリアを通じてマラドーナと比較された。
1999年、ワールドサッカー誌の20世紀の偉大なサッカー選手100人で25位に選出された。
1989年にはバロンドール投票で8位、1994年には4位に入った。
2004年3月、ペレが選んだ『FIFA 100』で同国から唯一選定された。

## 個人成績
| クラブ                           | シーズン     | リーグ戦       | リーグ戦 | リーグ戦 | 国内カップ | 国内カップ | 国際大会 | 国際大会 | その他 | その他 | 合計 | 合計 |
| クラブ                           | シーズン     | ディヴィジョン | 出場     | 得点     | 出場       | 得点       | 出場     | 得点     | 出場   | 得点   | 出場 | 得点 |
| -------------------------------- | ------------ | -------------- | -------- | -------- | ---------- | ---------- | -------- | -------- | ------ | ------ | ---- | ---- |
| ファルル・コンスタンツァ         | 1982-83      | ディヴィジアA  | 18       | 7        |            |            | -        | -        | -      | -      | 18   | 7    |
| スポルトゥル・ストゥデンツェスク | 1983-84      | ディヴィジアA  | 31       | 2        |            |            | 2        | 0        | -      | -      | 33   | 2    |
| スポルトゥル・ストゥデンツェスク | 1984-85      | ディヴィジアA  | 30       | 20       |            |            | 2        | 0        | -      | -      | 32   | 20   |
| スポルトゥル・ストゥデンツェスク | 1985-86      | ディヴィジアA  | 31       | 31       |            |            | 2        | 3        | -      | -      | 33   | 34   |
| スポルトゥル・ストゥデンツェスク | 1986-87      | ディヴィジアA  | 16       | 5        |            |            | 4        | 1        | -      | -      | 20   | 6    |
| スポルトゥル・ストゥデンツェスク | クラブ通算   | クラブ通算     | 108      | 58       |            |            | 10       | 4        | 0      | 0      | 118  | 62   |
| ステアウア・ブカレスト           | 1986-87      | ディヴィジアA  | 14       | 10       |            |            | 1        | 1        | -      | -      | 15   | 11   |
| ステアウア・ブカレスト           | 1987-88      | ディヴィジアA  | 31       | 25       |            |            | 8        | 4        | -      | -      | 39   | 29   |
| ステアウア・ブカレスト           | 1988-89      | ディヴィジアA  | 30       | 31       |            |            | 9        | 6        | -      | -      | 39   | 37   |
| ステアウア・ブカレスト           | 1989-90      | ディヴィジアA  | 22       | 10       |            |            | 3        | 1        | -      | -      | 25   | 11   |
| ステアウア・ブカレスト           | クラブ通算   | クラブ通算     | 97       | 76       |            |            | 21       | 12       | 0      | 0      | 118  | 88   |
| レアル・マドリード               | 1990-91      | ラ・リーガ     | 29       | 4        | 0          | 0          | 4        | 0        | 1      | 0      | 34   | 4    |
| レアル・マドリード               | 1991-92      | ラ・リーガ     | 35       | 12       | 5          | 1          | 10       | 3        | -      | -      | 50   | 16   |
| レアル・マドリード               | クラブ通算   | クラブ通算     | 64       | 16       | 5          | 1          | 14       | 3        | 1      | 0      | 84   | 20   |
| ブレシア                         | 1992-93      | セリエA        | 31       | 5        | 2          | 1          | -        | -        | -      | -      | 33   | 6    |
| ブレシア                         | 1993-94      | セリエB        | 30       | 9        | 2          | 1          | -        | -        | -      | -      | 32   | 10   |
| ブレシア                         | クラブ通算   | クラブ通算     | 61       | 14       | 4          | 2          | -        | -        | -      | -      | 65   | 16   |
| バルセロナ                       | 1994-95      | ラ・リーガ     | 17       | 4        | 2          | 1          | 2        | 0        | 2      | 0      | 23   | 5    |
| バルセロナ                       | 1995-96      | ラ・リーガ     | 19       | 3        | 4          | 0          | 5        | 3        | -      | -      | 28   | 6    |
| バルセロナ                       | クラブ通算   | クラブ通算     | 36       | 7        | 6          | 1          | 7        | 3        | 2      | 0      | 51   | 11   |
| ガラタサライ                     | 1996-97      | 1.リグ         | 30       | 14       | 1          | 0          | 3        | 1        | 2      | 0      | 36   | 17   |
| ガラタサライ                     | 1997-98      | 1.リグ         | 30       | 8        | 6          | 0          | 6        | 1        | 0      | 0      | 42   | 8    |
| ガラタサライ                     | 1998-99      | 1.リグ         | 28       | 14       | 4          | 1          | 8        | 3        | -      | -      | 40   | 18   |
| ガラタサライ                     | 1999-00      | 1.リグ         | 19       | 12       | 3          | 1          | 15       | 4        | -      | -      | 37   | 17   |
| ガラタサライ                     | 2000-01      | 1.リグ         | 25       | 11       | 1          | 0          | 11       | 2        | -      | -      | 37   | 13   |
| ガラタサライ                     | クラブ通算   | クラブ通算     | 132      | 59       | 15         | 2          | 43       | 10       | 2      | 0      | 192  | 73   |
| キャリア通算                     | キャリア通算 | キャリア通算   | 516      | 237      | 30         | 6          | 95       | 33       | 5      | 0      | 646  | 276  |

## 代表歴

### 出場大会
- ルーマニア代表

1984年 - UEFA EURO 1984
1990年 - 1990 FIFAワールドカップ
1994年 - 1994 FIFAワールドカップ
1996年 - UEFA EURO 1996
1998年 - 1998 FIFAワールドカップ
2000年 - UEFA EURO 2000

### 試合数
- 国際Aマッチ 125試合 35得点（1983年-2000年）[27]

| ルーマニア代表 | 国際Aマッチ | 国際Aマッチ |
| 年             | 出場        | 得点        |
| -------------- | ----------- | ----------- |
| 1983           | 5           | 0           |
| 1984           | 10          | 1           |
| 1985           | 10          | 4           |
| 1986           | 8           | 3           |
| 1987           | 8           | 2           |
| 1988           | 4           | 2           |
| 1989           | 8           | 0           |
| 1990           | 11          | 2           |
| 1991           | 6           | 2           |
| 1992           | 5           | 4           |
| 1993           | 5           | 1           |
| 1994           | 11          | 5           |
| 1995           | 3           | 1           |
| 1996           | 8           | 1           |
| 1997           | 6           | 4           |
| 1998           | 7           | 1           |
| 1999           | 4           | 2           |
| 2000           | 6           | 0           |
| 通算           | 125         | 35          |